# Filistata annulipes
Filistata annulipes är en spindelart som beskrevs av Kulczynski 1908. Filistata annulipes ingår i släktet Filistata och familjen Filistatidae.
Artens utbredningsområde är Cypern. Inga underarter finns listade i Catalogue of Life.